# بیستریتسا (لازارواتس)
بیستریتسا (به صربی: Bistrica) یک منطقهٔ مسکونی در صربستان است که در لازارواتس واقع شده‌است. بیستریتسا ۹٫۵۴ کیلومتر مربع مساحت و ۴۴۱ نفر جمعیت دارد و ۲۴۰ متر بالاتر از سطح دریا واقع شده‌است.